# Казармений комунізм
Каза́рмений комуні́зм (нім. Kasernenkommunismus) — термін, створений Карлом Марксом і Фрідріхом Енґельсом, на позначення вульгаризованого розуміння комунізму, для якого характерні аскетизм у задоволенні людських потреб, абсолютне зрівняння всіх індивідів, деспотизм вузького кола лідерів, бюрократизація суспільного життя.  
Маркс з Енґельсом уже критикували «грубий і непродуманий комунізм» у «Маніфесті комуністичної партії». Термін «казармений комунізм» вони використали у своїй критиці Сергія Нечаєва, а саме його бачення комуністичного ладу, викладеного у статті «Головні основи майбутнього суспільного устрою» (рос. Главные основы будущего общественного строя).
В СРСР термін застосовувався щодо теорій «деяких ідеологів Китаю» 1950-1970-х років. Під час перебудови «казарменим комунізмом» почали називати історичні періоди самого Радянського Союзу.